# Fuente-Álamo (kommun)
Fuente-Álamo är en kommun i Spanien.   Den ligger i provinsen Provincia de Albacete och regionen Kastilien-La Mancha, i den sydöstra delen av landet, 270 km sydost om huvudstaden Madrid. Antalet invånare är 2 649. Arean är 133 kvadratkilometer. Fuente-Álamo gränsar till Ontur, Tobarra, Chinchilla de Monte-Aragón, Pétrola, Corral-Rubio, Montealegre del Castillo och Jumilla. 
Terrängen i Fuente-Álamo är platt åt nordost, men åt sydväst är den kuperad.